# 3-й Госпітальний провулок (Житомир)
3-й Госпітальний провулок — провулок у Корольовському районі міста Житомира.

## Характеристики
Розташований у Старому місті, розпланованому на теренах історичної місцевості Путятинки. П-подібний на плані. Бере початок та завершується на вулиці Юрія Вороного. Перетинає вулицю Святослава Ріхтера. Серед забудови переважають житлові будинки садибного типу.

## Історія
До середини ХХ століття являв собою південно-східну, східну та північно-східну зовнішні межі Путятинської площі, що виникла як ярмарковий майдан у другій половині ХІХ століття внаслідок реалізації генеральних планів середини ХІХ століття.
Забудова формувалася протягом початку — середини ХХ століття. Забудова парних номерів провулка подекуди являє собою периметральну забудову, що сформувалася станом на початок ХХ століття колишньої Путятинської площі. Забудова під непарними номерами (№№ 1-17) сформувалася у 1960-х роках внаслідок забудови території колишньої Путятинської площі.
Станом на 1968 рік провулок та його забудова сформовані.